# 長澤太郎
長澤 太郎（ながさわ たろう、1916年3月7日 - 2007年11月5日）は、日本の畜産学者・実業家。農学博士（北海道大学）。専門は、畜産学・畜産製造学・農業経営論。
北海道出身。1939年北海道帝國大学農学部卒業。1939年北海道帝国大学農学部助手。1941年岐阜高等農林学校教授。1944年岐阜農林専門学校教授。1953年岐阜大学農学部教授。1964年岐阜大学退官し、森永乳業取締役に就任。1968年森永乳業代表取締役常務。1972年森永乳業代表取締役専務。1977日本製乳代表取締役社長。1979年日本製乳代表取締役会長。1981年日本製乳を退社。玉川大学大学院農学研究科教授。1986年玉川大学定年退職。1986年岐阜大学より名誉教授が贈られる。
2007年11月5日、肺炎のため死去。

## 業績
- 『内外プロセスチーズの理化学的諸性質』（共著, 畜産の研究 9巻4号, 1955年）
- 『原料乳としての潜在性乳房炎乳汁の性状1・2』（畜産の研究 11巻3-4号, 1957年）
- 『乳質改善上から見たハンドミルカーの効果』（共著, 畜産の研究 14巻2号, 1960年）
- 『幼若ラットの成長に及ぼすミオーイノシットの影響について』（共著, 栄養と食糧 22巻6号, 1969年）
- 『豆乳の加熱処理が豆腐の色,硬度特に保存性に及ぼす影響』（共著, 日本食品工業学会誌 31巻2号, 1984年）